# Erik Wevers
Erik Wevers, né le 24 mars 1970 à Deventer, est un pilote de rallyes néerlandais.

## Biographie
Il commence la compétition automobile en 1991, et reste toujours en activité en 2013, sa dernière année pleine étant 2010 avec alors encore 12 épreuves réparties dans 4 pays inscrites à son programme.
Son premier résultat international notable est une 8e place acquise lors du rallye des Tulipes, en ERC.
En WRC il a obtenu une 13e place lors du rallye d'Allemagne en 2006.

## Palmarès

### Titres
- Double Champion des Pays-Bas des rallyes: 2005 (sur Toyota Corolla WRC) et 2008 (sur Ford Focus WRC);
  - Vice-champion des Pays-Bas des rallyes: 2004;
  - 3e du championnat d'Allemagne des rallyes, en 2006 (3 podiums);
  - 3e du championnat des Pays-Bas des rallyes, en 1999, 2000 et 2002;

### 2 victoires en ERC
- Rallye des Tulipes d'or (Golden Tulip Rally de  Hellendoorn): 2003 et 2005, sur Toyota Corolla WRC;

(2e en 1999 et 2002)

### 2 victoire en championnat d'Allemagne (DRM)
- Rallye de Hesse (Vogelberg): 2008, sur Ford Focus RS WRC (copilote Jalmar van Weeren);
- Rallye du Eifel: 2008, sur Ford Focus RS WRC;

### 3 victoires en championnat de Belgique
- Rallye de Hannut: 2003 et 2008;
- Rallye de Sezoens: 2008;

### Victoires nationales
- Internationaal Nederlands Rallykampioenschap (le championnat national open): 19, acquises entre 2000 (rallye Zuiderzee) et 2009 (rallye Hellendoorn).

## Rallye Dakar
Participation sur véhicule Borgward
- 2012 : 34e en auto (copilote belge Fabian Lurquin)[1]
- 2013 : Abandon à la 9e étape (copilote belge Fabian Lurquin)[2]
- 2014 : Abandon à la 9e étape (copilote belge Fabian Lurquin)[3]
- 2018 : 37e en auto (copilote néerlandais Anton van Limpt)[4]
- 2019 : Abandon à la 7e étape (copilote péruvienne Ashley Garcia Chavez)